# Elektronegativitet
Elektronegativitet er et udtryk for grundstoffernes evne til at tiltrække og fastholde elektroner i kemiske bindinger. Bindingstypen afgøres af forskellen i elektronegativitet mellem de atomer, der er involveret. Atomer med ens elektronegativitet vil dele en elektron med hinanden og forme en kovalent binding (eller elektronparbinding). Men hvis forskellen i elektronegativitet er for stor, vil elektronen permanent binde sig til det ene atom, og der vil være tale om en ionbinding. Ydermere, hvis der i en kovalent binding er en lille forskel i elektronegativitet, så vil en kemisk polaritet opstå i bindingen.
| Elektronegativitetsforskel                         | Bindingstype    |
| -------------------------------------------------- | --------------- |
| Mindre end 0,5                                     | Upolær kovalent |
| Mellem 0,5 og 1,6                                  | Polær kovalent  |
| Mellem 1,6 og 2,0 med kun ikke-metaller involveret | Polær kovalent  |
| Mellem 1,6 og 2,0 og et metal er involveret        | Ionbinding      |
| Større end 2,0                                     | Ionbinding      |

Villighed til at afgive elektroner udtrykkes som elektropositivitet.
Begrebet blev først introduceret i 1932 af Linus Pauling, og han målte elektronegativitet i forhold til Pauling-skalaen.

## Tendenser
| → Atomradius falder → Ioniseringsenergi stiger → Elektronegativitet stiger → | → Atomradius falder → Ioniseringsenergi stiger → Elektronegativitet stiger → | → Atomradius falder → Ioniseringsenergi stiger → Elektronegativitet stiger → | → Atomradius falder → Ioniseringsenergi stiger → Elektronegativitet stiger → | → Atomradius falder → Ioniseringsenergi stiger → Elektronegativitet stiger → | → Atomradius falder → Ioniseringsenergi stiger → Elektronegativitet stiger → | → Atomradius falder → Ioniseringsenergi stiger → Elektronegativitet stiger → | → Atomradius falder → Ioniseringsenergi stiger → Elektronegativitet stiger → | → Atomradius falder → Ioniseringsenergi stiger → Elektronegativitet stiger → | → Atomradius falder → Ioniseringsenergi stiger → Elektronegativitet stiger → | → Atomradius falder → Ioniseringsenergi stiger → Elektronegativitet stiger → | → Atomradius falder → Ioniseringsenergi stiger → Elektronegativitet stiger → | → Atomradius falder → Ioniseringsenergi stiger → Elektronegativitet stiger → | → Atomradius falder → Ioniseringsenergi stiger → Elektronegativitet stiger → | → Atomradius falder → Ioniseringsenergi stiger → Elektronegativitet stiger → | → Atomradius falder → Ioniseringsenergi stiger → Elektronegativitet stiger → | → Atomradius falder → Ioniseringsenergi stiger → Elektronegativitet stiger → | → Atomradius falder → Ioniseringsenergi stiger → Elektronegativitet stiger → | → Atomradius falder → Ioniseringsenergi stiger → Elektronegativitet stiger → | → Atomradius falder → Ioniseringsenergi stiger → Elektronegativitet stiger → |
| ---------------------------------------------------------------------------- | ---------------------------------------------------------------------------- | ---------------------------------------------------------------------------- | ---------------------------------------------------------------------------- | ---------------------------------------------------------------------------- | ---------------------------------------------------------------------------- | ---------------------------------------------------------------------------- | ---------------------------------------------------------------------------- | ---------------------------------------------------------------------------- | ---------------------------------------------------------------------------- | ---------------------------------------------------------------------------- | ---------------------------------------------------------------------------- | ---------------------------------------------------------------------------- | ---------------------------------------------------------------------------- | ---------------------------------------------------------------------------- | ---------------------------------------------------------------------------- | ---------------------------------------------------------------------------- | ---------------------------------------------------------------------------- | ---------------------------------------------------------------------------- | ---------------------------------------------------------------------------- |
| Gruppe                                                                       | 1                                                                            | 2                                                                            | 3                                                                            | 4                                                                            | 5                                                                            | 6                                                                            | 7                                                                            | 8                                                                            | 9                                                                            | 10                                                                           | 11                                                                           | 12                                                                           | 13                                                                           | 14                                                                           | 15                                                                           | 16                                                                           | 17                                                                           | 18                                                                           |                                                                              |
| Periode                                                                      |                                                                              |                                                                              |                                                                              |                                                                              |                                                                              |                                                                              |                                                                              |                                                                              |                                                                              |                                                                              |                                                                              |                                                                              |                                                                              |                                                                              |                                                                              |                                                                              |                                                                              |                                                                              |                                                                              |
| 1                                                                            | H 2.20                                                                       |                                                                              |                                                                              |                                                                              |                                                                              |                                                                              |                                                                              |                                                                              |                                                                              |                                                                              |                                                                              |                                                                              |                                                                              |                                                                              |                                                                              |                                                                              |                                                                              | He                                                                           |                                                                              |
| 2                                                                            | Li 0.98                                                                      | Be 1.57                                                                      |                                                                              |                                                                              |                                                                              |                                                                              |                                                                              |                                                                              |                                                                              |                                                                              |                                                                              |                                                                              | B 2.04                                                                       | C 2.55                                                                       | N 3.04                                                                       | O 3.44                                                                       | F 3.98                                                                       | Ne                                                                           |                                                                              |
| 3                                                                            | Na 0.93                                                                      | Mg 1.31                                                                      |                                                                              |                                                                              |                                                                              |                                                                              |                                                                              |                                                                              |                                                                              |                                                                              |                                                                              |                                                                              | Al 1.61                                                                      | Si 1.90                                                                      | P 2.19                                                                       | S 2.58                                                                       | Cl 3.16                                                                      | Ar                                                                           |                                                                              |
| 4                                                                            | K 0.82                                                                       | Ca 1.00                                                                      | Sc 1.36                                                                      | Ti 1.54                                                                      | V 1.63                                                                       | Cr 1.66                                                                      | Mn 1.55                                                                      | Fe 1.83                                                                      | Co 1.88                                                                      | Ni 1.91                                                                      | Cu 1.90                                                                      | Zn 1.65                                                                      | Ga 1.81                                                                      | Ge 2.01                                                                      | As 2.18                                                                      | Se 2.55                                                                      | Br 2.96                                                                      | Kr 3.00                                                                      |                                                                              |
| 5                                                                            | Rb 0.82                                                                      | Sr 0.95                                                                      | Y 1.22                                                                       | Zr 1.33                                                                      | Nb 1.6                                                                       | Mo 2.16                                                                      | Tc 1.9                                                                       | Ru 2.2                                                                       | Rh 2.28                                                                      | Pd 2.20                                                                      | Ag 1.93                                                                      | Cd 1.69                                                                      | In 1.78                                                                      | Sn 1.96                                                                      | Sb 2.05                                                                      | Te 2.1                                                                       | I 2.66                                                                       | Xe 2.6                                                                       |                                                                              |
| 6                                                                            | Cs 0.79                                                                      | Ba 0.89                                                                      | *                                                                            | Hf 1.3                                                                       | Ta 1.5                                                                       | W 2.36                                                                       | Re 1.9                                                                       | Os 2.2                                                                       | Ir 2.20                                                                      | Pt 2.28                                                                      | Au 2.54                                                                      | Hg 2.00                                                                      | Tl 1.62                                                                      | Pb 2.33                                                                      | Bi 2.02                                                                      | Po 2.0                                                                       | At 2.2                                                                       | Rn                                                                           |                                                                              |
| 7                                                                            | Fr 0.7                                                                       | Ra 0.9                                                                       | **                                                                           | Rf                                                                           | Db                                                                           | Sg                                                                           | Bh                                                                           | Hs                                                                           | Mt                                                                           | Ds                                                                           | Rg                                                                           | Cn                                                                           | Nh                                                                           | Fl                                                                           | Mc                                                                           | Lv                                                                           | Ts                                                                           | Og                                                                           |                                                                              |
|                                                                              |                                                                              |                                                                              |                                                                              |                                                                              |                                                                              |                                                                              |                                                                              |                                                                              |                                                                              |                                                                              |                                                                              |                                                                              |                                                                              |                                                                              |                                                                              |                                                                              |                                                                              |                                                                              |                                                                              |
| Lanthanider                                                                  | *                                                                            | La 1.1                                                                       | Ce 1.12                                                                      | Pr 1.13                                                                      | Nd 1.14                                                                      | Pm 1.13                                                                      | Sm 1.17                                                                      | Eu 1.2                                                                       | Gd 1.2                                                                       | Tb 1.1                                                                       | Dy 1.22                                                                      | Ho 1.23                                                                      | Er 1.24                                                                      | Tm 1.25                                                                      | Yb 1.1                                                                       | Lu 1.27                                                                      |                                                                              |                                                                              |                                                                              |
| Actinider                                                                    | **                                                                           | Ac 1.1                                                                       | Th 1.3                                                                       | Pa 1.5                                                                       | U 1.38                                                                       | Np 1.36                                                                      | Pu 1.28                                                                      | Am 1.13                                                                      | Cm 1.28                                                                      | Bk 1.3                                                                       | Cf 1.3                                                                       | Es 1.3                                                                       | Fm 1.3                                                                       | Md 1.3                                                                       | No 1.3                                                                       | Lr                                                                           |                                                                              |                                                                              |                                                                              |
|                                                                              |                                                                              |                                                                              |                                                                              |                                                                              |                                                                              |                                                                              |                                                                              |                                                                              |                                                                              |                                                                              |                                                                              |                                                                              |                                                                              |                                                                              |                                                                              |                                                                              |                                                                              |                                                                              |                                                                              |

- Wikimedia Commons har flere filer relateret til Elektronegativitet

| Kemi | Spire Denne artikel om kemi er en spire som bør udbygges. Du er velkommen til at hjælpe Wikipedia ved at udvide den. |